# فرانسیسکو کالولو
فرانسیسکو کالوِلو (گالیسی: Francisco Calvelo؛ زادهٔ ۱۹۸۲) کارگردان فیلم اهل اسپانیا است. او در آلمریا متولد شد، اما در لاکرونیا بزرگ شد.
از فیلم‌ها یا مجموعه‌های تلویزیونی که وی در آن‌ها نقش داشته‌است، می‌توان به فیلم کوتاه «گربهٔ چکمه‌پوش» اشاره نمود.